# Bambi Meets Godzilla
Bambi Meets Godzilla es el título de la película de dibujos animados de 1969 creada por completo por Marv Newland. En 1994 quedó en el puesto 38 en la votación de los 50 Mejores Dibujos Animados de todos los tiempos por los miembros del campo de la animación. Con menos de 2 minutos de duración, esta historieta es considerada un clásico por muchos fanes de la animación.
Newland en un principio había planeado hacer una película de imagen real, pero cuando perdió la toma de la hora mágica (primera y última hora de la luz solar de un día, consiguiéndose un buen efecto), dibujó está historieta en su cuarto, que se lo había alquilado a Adriana Caselotti.

## Argumento
La mayoría de la película consiste en los créditos de apertura, lo cual provoca un efecto humorístico (ya que todos y cada uno de los roles los realiza la misma persona), mientras que "Ranz Des Vaches", de la ópera de Guillermo Tell  de Gioacchino Rossini suena de fondo. Al final, Bambi mira hacia arriba para ver el pie de Godzilla, que le pisa mientras la música cambia a un acorde de piano, que es la última nota de A Day in the Life, del disco de The Beatles, Sgt. Pepper's Lonely Hearts Club Band.
En 1978, esta historieta fue mostrada en el segmento Video Vault del show "The Kenny Everett Video Show (Serie 1, Episodio 3 - Thames Television, UK).
Esta historieta servía de prólogo a la película Godzilla de 1985 en la versión VHS de New World Pictures.
Más tarde se hicieron dos secuelas sin la implicación de Newland: Son of Bambi Meets Godzilla y  Bambi's Revenge. La venganza consistía en dar a Godzilla una patada.